# Four Nations 2010
Die Four Nations 2010 waren die zweite Ausgabe des Rugby-League-Turniers Four Nations und wurden in Australien und Neuseeland ausgetragen. Als vierte Nation qualifizierte sich Papua-Neuguinea, der Gewinner des Pacific Cup 2009. Im Finale gewann Neuseeland 16:12 gegen Australien und gewann damit die Four Nations zum ersten Mal.

## Austragungsorte
| Stadt      | Stadion                       | Kapazität |
| ---------- | ----------------------------- | --------- |
| Auckland   | Eden Park                     | 50.000    |
| Brisbane   | Suncorp Stadium               | 52.500    |
| Melbourne  | AAMI Park                     | 30.050    |
| Rotorua    | Rotorua International Stadium | 26.000    |
| Sydney     | Parramatta Stadium            | 21.500    |
| Wellington | Westpac Stadium               | 34.500    |

## Tabelle
|     | Team            | Spiele | Siege | Unent. | Ndlg. | Spiel- punkte | Diff. | Tabellen- punkte |
| --- | --------------- | ------ | ----- | ------ | ----- | ------------- | ----- | ---------------- |
| 01. | Australien      | 3      | 3     | 0      | 0     | 110:34        | + 76  | 6                |
| 02. | Neuseeland      | 3      | 2     | 0      | 1     | 120:56        | + 64  | 4                |
| 03. | England         | 3      | 1     | 0      | 2     | 60:68         | - 8   | 2                |
| 04. | Papua-Neuguinea | 3      | 0     | 0      | 3     | 22:154        | - 132 | 0                |

## Ergebnisse

### Runde 1
| 23. Oktober 20:00 | Neuseeland                                                                            | 24 : 10        | England                                                | Westpac Stadium, Wellington Zuschauer: 20.681 Schiedsrichter: Tony Archer |
| 23. Oktober 20:00 | Versuche: Sa'u 4. Hohaia 34. Kenny-Dowall 44. Marshall 66. Erhöhungen: Marshall (4/4) | (12:0) Bericht | Versuche: Roby 56. Widdop 58. Erhöhungen: Widdop (1/2) | Westpac Stadium, Wellington Zuschauer: 20.681 Schiedsrichter: Tony Archer |

| 24. Oktober 16:00 | Australien | 42 : 0         | Papua-Neuguinea | Parramatta Stadium, Sydney Zuschauer: 11.308 Schiedsrichter: Shane Rehm |
| 24. Oktober 16:00 | Versuche: Tonga 21., 76. Slater 5. Tate 14. Cronk 17. Morris 25. Smith 55. Lockyer 59. Erhöhungen: Smith (5/8) | (26:0) Bericht |                 | Parramatta Stadium, Sydney Zuschauer: 11.308 Schiedsrichter: Shane Rehm |

### Runde 2
| 30. Oktober 18:00 | Neuseeland | 76 : 12        | Papua-Neuguinea                                                | Rotorua International Stadium, Rotorua Zuschauer: 11.500 Schiedsrichter: Ben Cummins |
| 30. Oktober 18:00 | Versuche: Perrett 3., 48., 63. Sa'u 25., 43., 45. Smith 12., 17. Mannering 7. Hohaia 32. Eastwood 36. Luke 40. Nightingale 72. Manu 76. Erhöhungen: Marshall (8/10) Luke (2/4) | (46:0) Bericht | Versuche: Yere 53. erh. Nami 56. erh. Erhöhungen: Tongia (2/2) | Rotorua International Stadium, Rotorua Zuschauer: 11.500 Schiedsrichter: Ben Cummins |

| 31. Oktober 18:30 | Australien | 34 : 14        | England                                                                                          | AAMI Park, Melbourne Zuschauer: 18.894 Schiedsrichter: Tony Archer |
| 31. Oktober 18:30 | Versuche: Lewis 5., 18. Slater 22. Tate 27. Tonga 31. Tuqiri 47. Erhöhungen: Smith (4/6) Straftritte: Smith (1/1) | (26:8) Bericht | Versuche: Burgess 9. erh. Robinson 43. erh. Erhöhungen: Westwood (2/2) Straftritte: Cudjoe (1/1) | AAMI Park, Melbourne Zuschauer: 18.894 Schiedsrichter: Tony Archer |

### Runde 3
| 6. November 18:00 | England                                                                                                   | 36 : 10        | Papua-Neuguinea                                     | Eden Park, Auckland Zuschauer: 44.324 Schiedsrichter: Shane Rehm |
| 6. November 18:00 | Versuche: Clubb 18., 30., 40., 76. Robinson 16., 36. Harrison 55. Erhöhungen: Westwood (3/4) Widdop (1/3) | (24:0) Bericht | Versuche: Aizue 58. Yere 66. Erhöhungen: Aiye (1/2) | Eden Park, Auckland Zuschauer: 44.324 Schiedsrichter: Shane Rehm |

| 6. November 20:15 | Neuseeland | 20 : 34         | Australien                                                                                             | Eden Park, Auckland Zuschauer: 44.324 Schiedsrichter: Richard Silverwood |
| 6. November 20:15 | Versuche: Pritchard 30. Nightingale 64. Kenny-Dowall 77. Erhöhungen: Marshall (2/3) Straftritte: Marshall (2/2) | (10:18) Bericht | Versuche: Morris 21., 58. Cronk 7. Tate 24. Boyd 46. Lawrence 55. Erhöhungen: Smith (3/4) Carney (2/2) | Eden Park, Auckland Zuschauer: 44.324 Schiedsrichter: Richard Silverwood |

## Finale
| 13. November 19:00 | Australien                                                     | 12 : 16       | Neuseeland                                                                                      | Suncorp Stadium, Brisbane Zuschauer: 36.299 Schiedsrichter: Tony Archer |
| 13. November 19:00 | Versuche: Tate 4. erh. Slater 59. erh. Erhöhungen: Smith (2/2) | (6:6) Bericht | Versuche: Kenny-Dowall 36. erh. Nightingale 71. erh. Fien 79. n.erh. Erhöhungen: Marshall (2/3) | Suncorp Stadium, Brisbane Zuschauer: 36.299 Schiedsrichter: Tony Archer |

| 1                  | Billy Slater      |
| 2                  | Brett Morris      |
| 3                  | Brent Tate        |
| 4                  | Willie Tonga      |
| 5                  | Lote Tuqiri       |
| 6                  | Darren Lockyer    |
| 7                  | Cooper Cronk      |
| 8                  | Matthew Scott     |
| 9                  | Cameron Smith     |
| 10                 | David Shillington |
| 11                 | Luke Lewis        |
| 12                 | Sam Thaiday       |
| 13                 | Paul Gallen       |
| Auswechselspieler: |                   |
| 14                 | Tom Learoyd-Lahrs |
| 15                 | Greg Bird         |
| 16                 | Kurt Gidley       |
| 17                 | Nate Myles        |

| 1                  | Lance Hohaia          |
| 2                  | Jason Nightingale     |
| 3                  | Shaun Kenny-Dowall    |
| 12                 | Simon Mannering       |
| 5                  | Sam Perrett           |
| 6                  | Benji Marshall        |
| 7                  | Nathan Fien           |
| 19                 | Sam McKendry          |
| 9                  | Thomas Leuluai        |
| 10                 | Adam Blair            |
| 11                 | Bronson Harrison      |
| 15                 | Ben Matulino          |
| 13                 | Jeremy Smith          |
| Auswechselspieler: |                       |
| 8                  | Greg Eastwood         |
| 14                 | Isaac Luke            |
| 16                 | Frank-Paul Nu'uausala |
| 18                 | Sika Manu             |